# Lage Zwaluwe vasútállomás
Lage Zwaluwe vasútállomás vasútállomás Hollandiában, Lage Zwaluwe városában.

## Vasútvonalak
Az állomást az alábbi vasútvonalak érintik:
- Breda–Rotterdam-vasútvonal
- Antwerpen–Lage Zwaluwe-vasútvonal

## Kapcsolódó állomások
A vasútállomáshoz az alábbi állomások vannak a legközelebb:
- Dordrecht Zuid vasútállomás (Rotterdam Centraal, Breda–Rotterdam-vasútvonal)
- Zevenbergen vasútállomás (Antwerpen-Centraal, Antwerpen–Lage Zwaluwe-vasútvonal)
- Breda-Prinsenbeek vasútállomás (Breda vasútállomás, Breda–Rotterdam-vasútvonal)